# Corvisart (métro de Paris)
Corvisart est une station de la ligne 6 du métro de Paris, située dans le 13e arrondissement de Paris.

## Situation

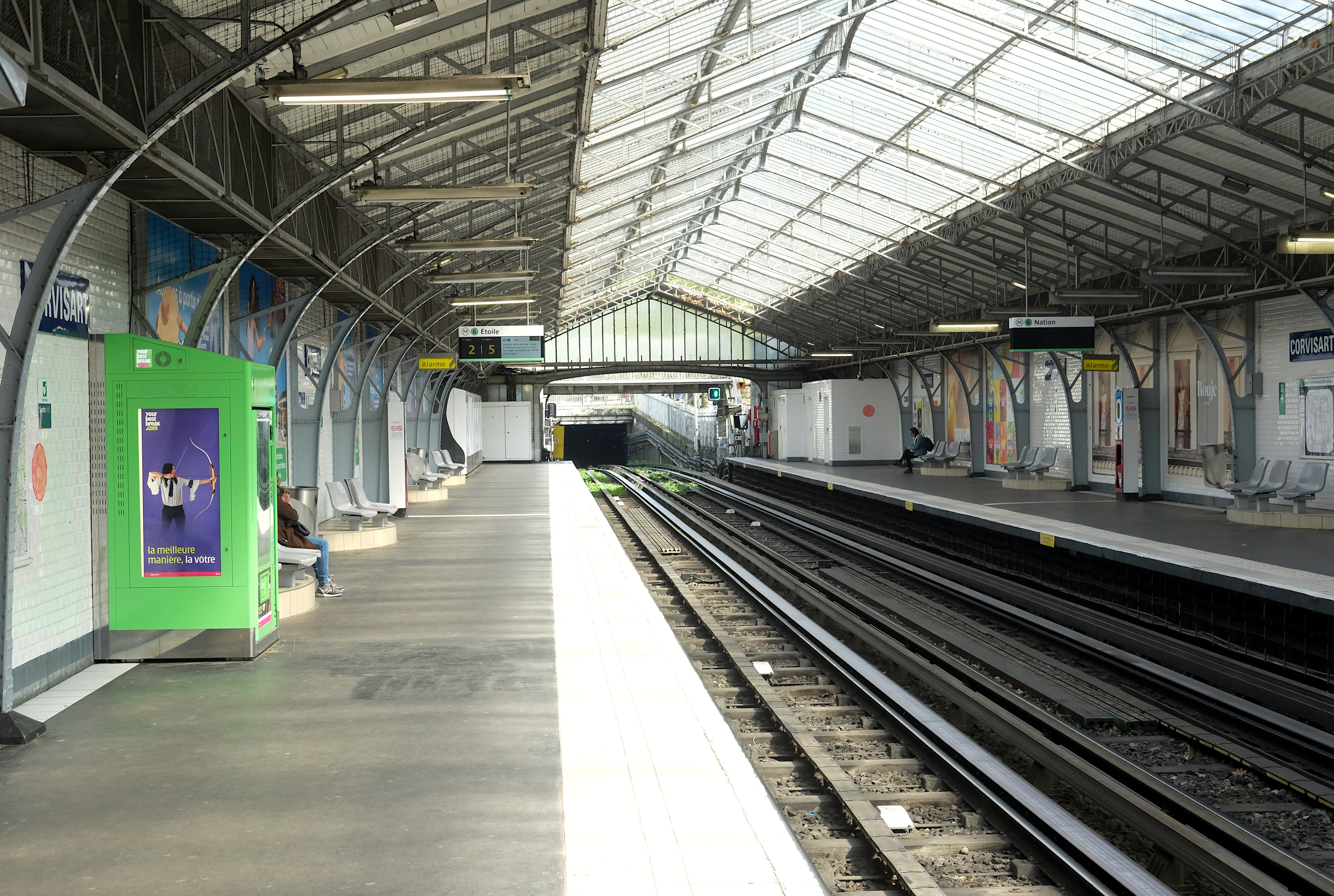
Autre vue de la station en 2024.

La station, aérienne, est implantée en remblai au milieu du boulevard Auguste-Blanqui, à l'est du débouché de la rue Corvisart. Approximativement orientée selon un axe est-ouest, elle s'intercale entre les stations Glacière et Place d'Italie, cette dernière étant souterraine et précédée de deux raccordements de service avec les lignes 5 et 7. Les quais sont donc établis à l'extrémité du viaduc et partiellement au niveau du sol (côté oriental), le boulevard étant en pente à cet endroit.

## Histoire
La station est ouverte le 24 avril 1906 avec la mise en service du dernier prolongement de la ligne 2 Sud depuis Passy jusqu'à Place d'Italie.
Elle doit sa dénomination à sa proximité avec la rue Corvisart, laquelle rend hommage à Jean-Nicolas Corvisart (1755-1821), médecin personnel de Napoléon Ier (qui le titra Premier Médecin de l'Empereur), spécialiste des poumons et du cœur.
Le 17 octobre 1907, la ligne 2 Sud est absorbée par la ligne 5, qui relie alors Étoile (aujourd'hui Charles de Gaulle - Étoile) à Lancry (actuelle station Jacques Bonsergent).
Au Carnaval de Paris en 1912 défilent trois cortèges à l'occasion de la Mi-Carême : celui de la rive droite, avec la Reine des reines, celui de la rive gauche avec la Rose des roses et, enfin, pour fêter son cinquantième anniversaire, Le Petit Journal fait défiler à Paris un cortège formé de groupes et chars du Carnaval de Nice. Aucun atelier parisien ne disposant de portes suffisamment larges pour permettre la sortie des chars une fois remontés, un atelier de fortune est installé sous les arcades du métro aérien à l'ouest de la station, lesquelles sont condamnées au moyen de grandes bâches.
Dans la nuit du 1er au 2 juin 1918, durant la Première Guerre mondiale, des bombardiers allemands lancent une torpille qui explose devant la station de métro Corvisart.
Du 17 mai au 6 décembre 1931, le tronçon entre Place d'Italie et Étoile de la ligne 5 est intégré temporairement à la ligne 6, qui relie alors Étoile à Nation afin d'assurer la desserte de l'exposition coloniale qui se tient cette année-là au bois de Vincennes. Cette section, rendue ensuite à la ligne 5 qui avait alors Gare du Nord pour terminus, est définitivement cédée à la ligne 6 le 6 octobre 1942, afin de permettre le prolongement de la ligne 5 au nord-est jusqu'à Église de Pantin le 12 octobre suivant, sans rallonger excessivement son temps de parcours.

### Fréquentation
Selon les estimations de la RATP, la station a vu entrer 2 512 122 voyageurs en 2019, ce qui la place à la 207e position des stations de métro pour sa fréquentation sur 302,. En 2020, avec la crise du Covid-19, le trafic annuel tombe à 1 157 408 voyageurs, la reléguant alors au 226e rang, avant de remonter progressivement, avec 1 570 331 entrants comptabilisés, ce qui la maintient toutefois à la 226e position des stations du réseau pour sa fréquentation cette année-là.

## Services aux voyageurs

### Accès
La station dispose de deux accès de part et d'autre du terre-plein central du boulevard Auguste-Blanqui, chacun constitué de deux entrées contiguës sous le viaduc :
- l'accès 1 « Rue Corvisart » se trouvant sur le côté nord, au droit de l'église Sainte-Rosalie au no 50 du boulevard, à proximité de cette rue ;
- l'accès 2 « Boulevard Auguste-Blanqui » se situant sur le côté sud, face à l'immeuble du no 51, lequel enjambe le débouché de la rue Eugène-Atjet.

Accès à la station
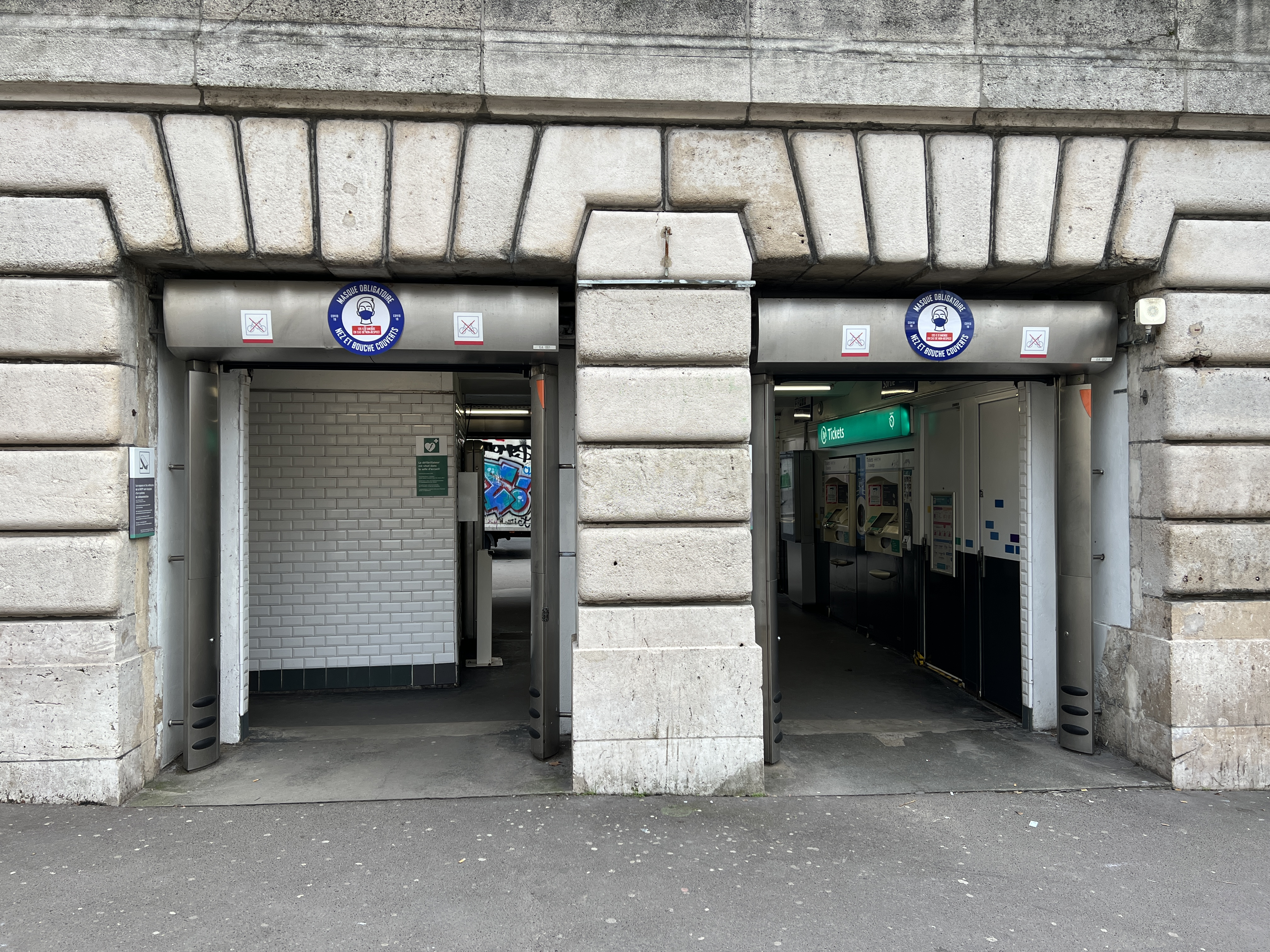
L'accès no 1, « Rue Corvisart ».
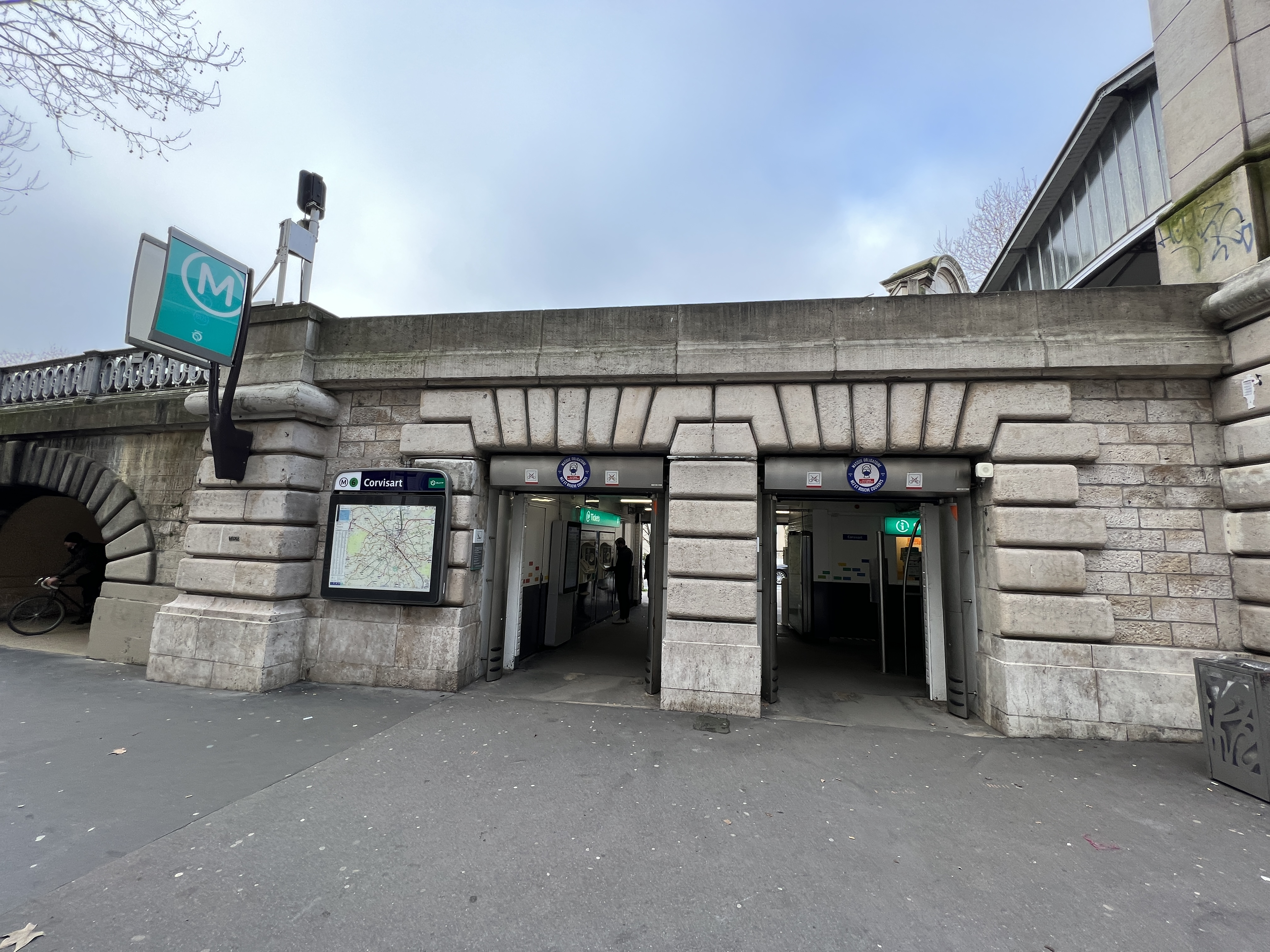
L'accès no 2, « Boulevard Auguste-Blanqui ».

### Quais
Corvisart est une station aérienne de configuration standard : elle possède deux quais séparés par les voies du métro, le tout couvert d'une verrière dans le style des marquises des gares de l'époque. Les piédroits verticaux sont recouverts de carreaux en céramique blancs biseautés côté intérieur, et de briques dessinant des motifs géométriques côté extérieur. Les cadres publicitaires sont métalliques et le nom de la station est inscrit en lettres capitales sur plaques émaillées. Le périmètre des quais est carrelé, de même que les banquettes de forme convexe surmontées de sièges « Motte » gris. L'éclairage est assuré par des tubes transversaux indépendants et suspendus à la charpente. Les accès s'effectuent par l'extrémité occidentale via des trémies d'escaliers fixes ayant la particularité de descendre sous le tympan.

### Intermodalité
La station est desservie par les lignes 57, 64 et 67 du réseau de bus RATP.

## À proximité
- Quartier de la Butte-aux-Cailles
- Église Sainte-Rosalie
- Jardin Brassaï
- Square René-Le Gall
- Télécom Paris (École nationale supérieure des télécommunications)

Galerie de photographies
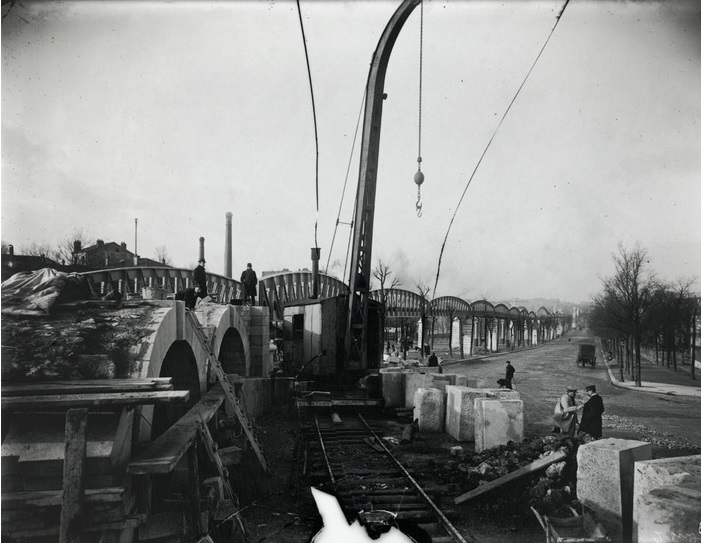
Construction du viaduc qui supporte une partie de la station (1904).
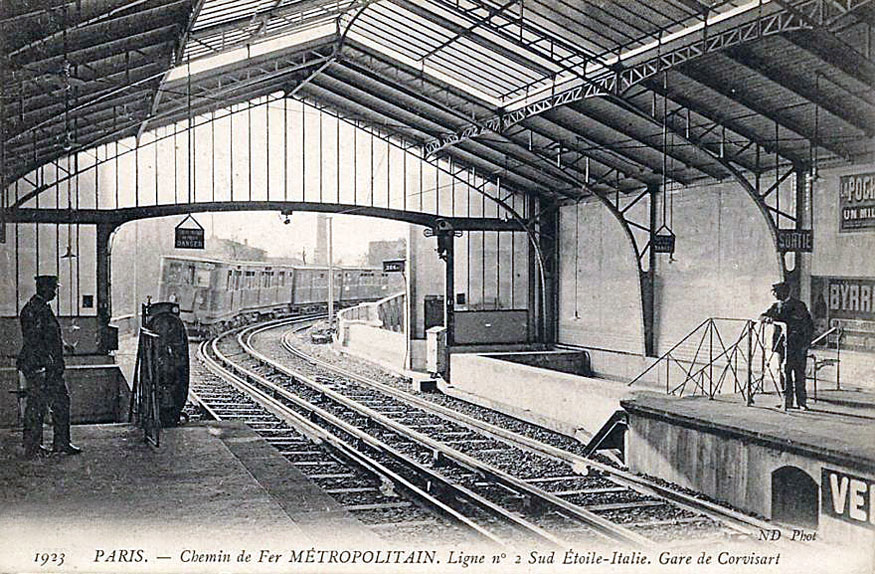
Une rame entre en station, à l'époque de la ligne 2 sud.
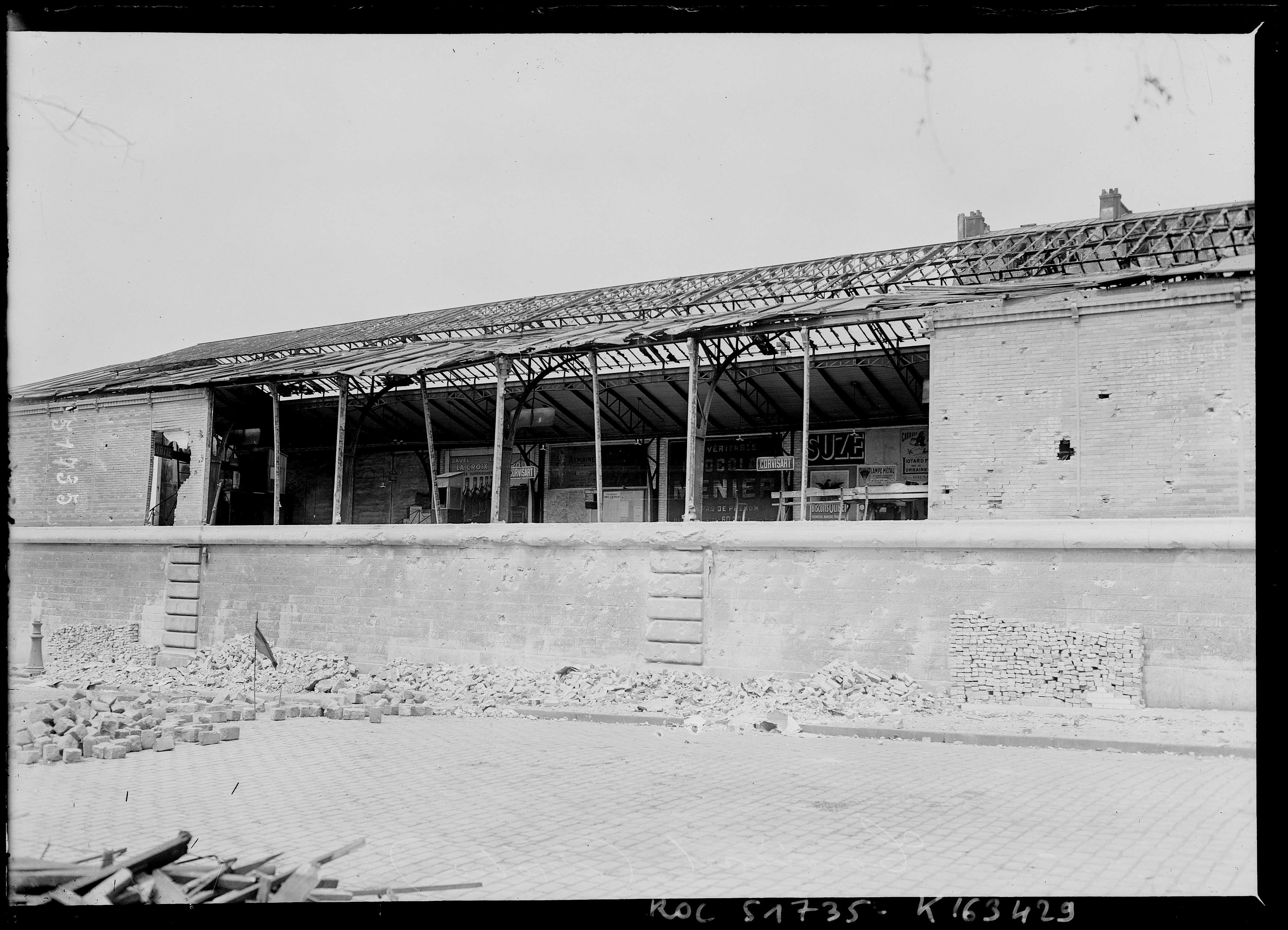
La station de métro, sur le boulevard Auguste-Blanqui, après le bombardement du 2 juin 1918.
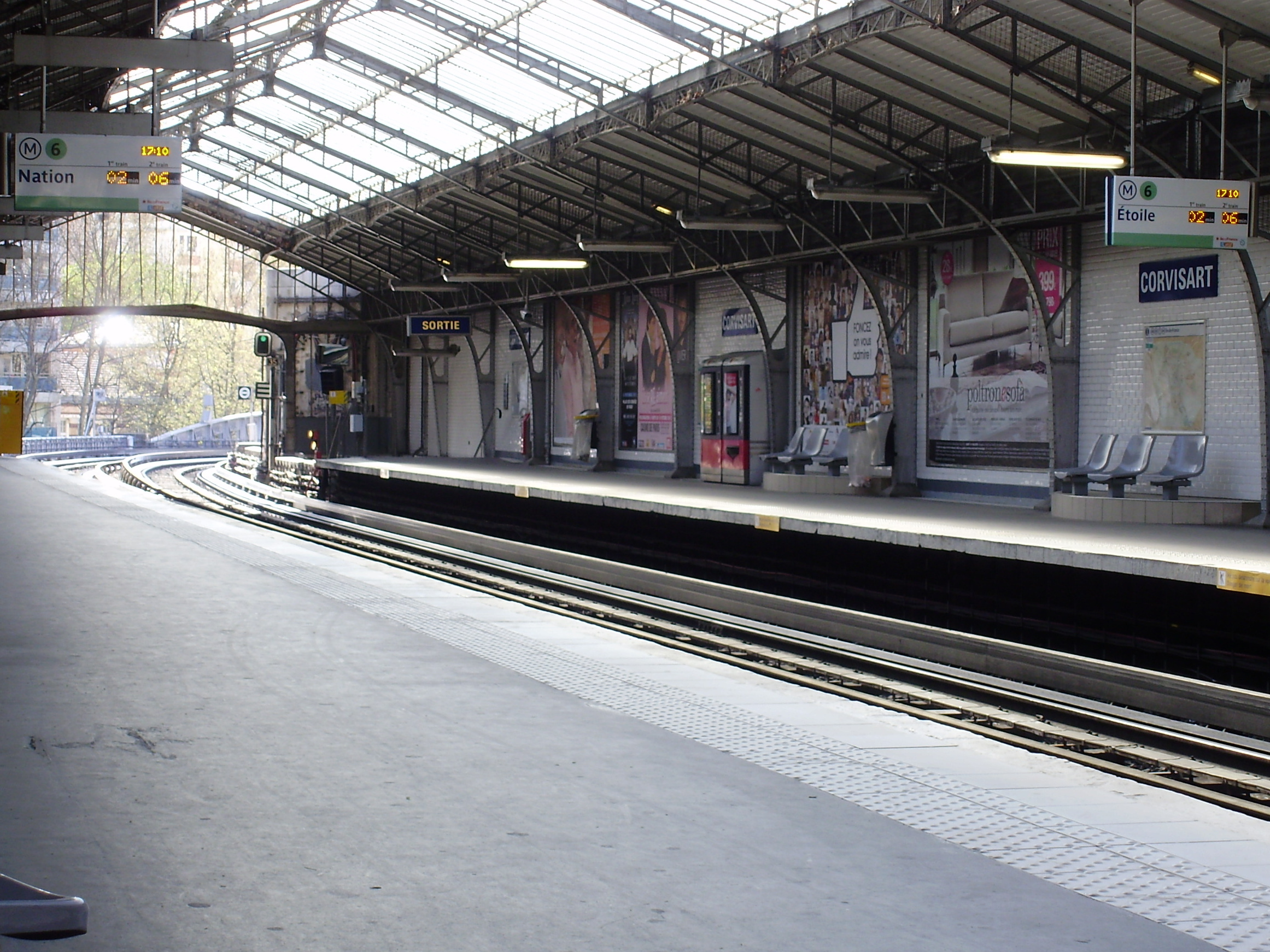
Quais de la station en regardant vers Étoile.
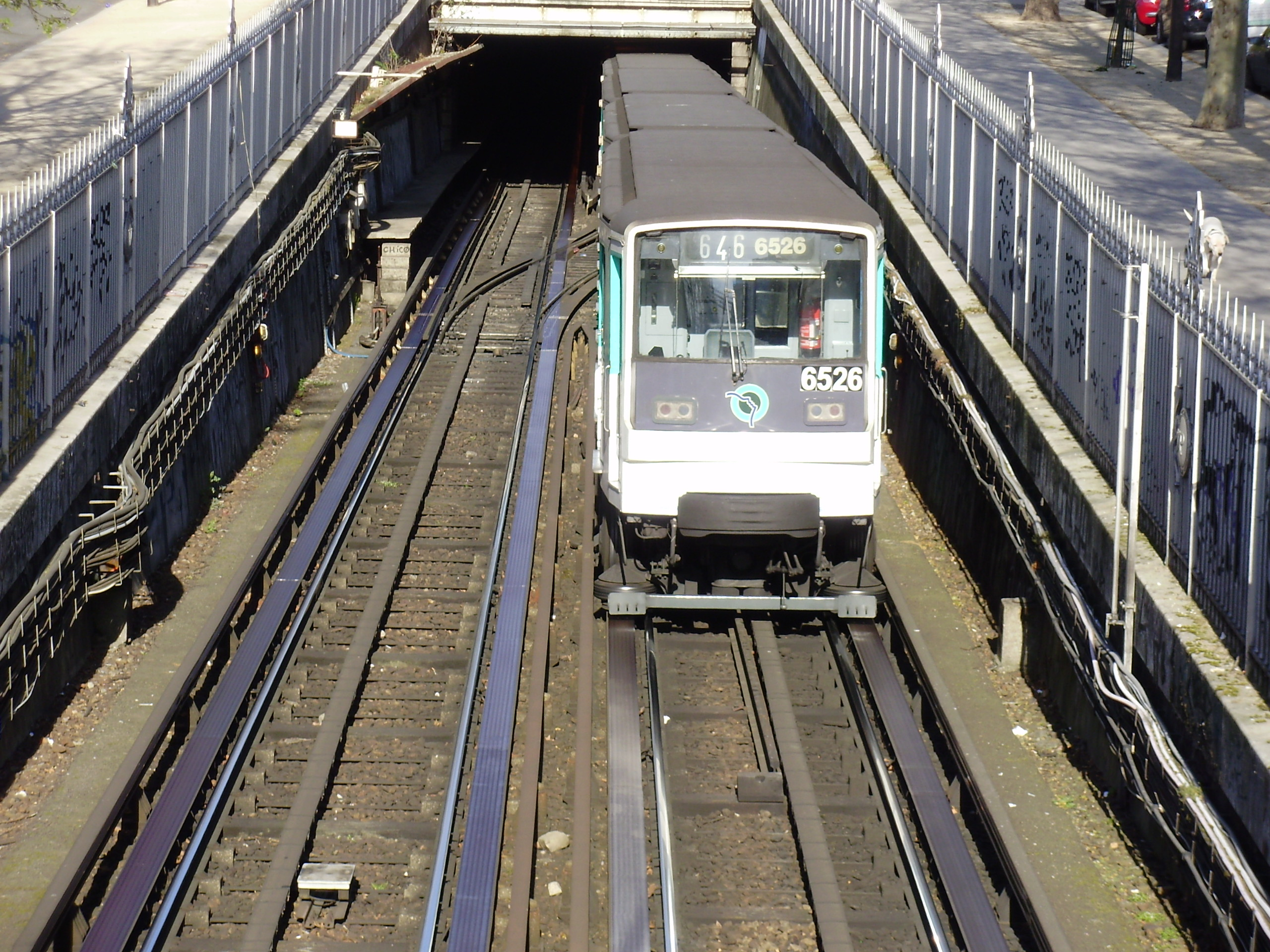
Rame MP 73 quittant la station et se dirigeant vers Nation.
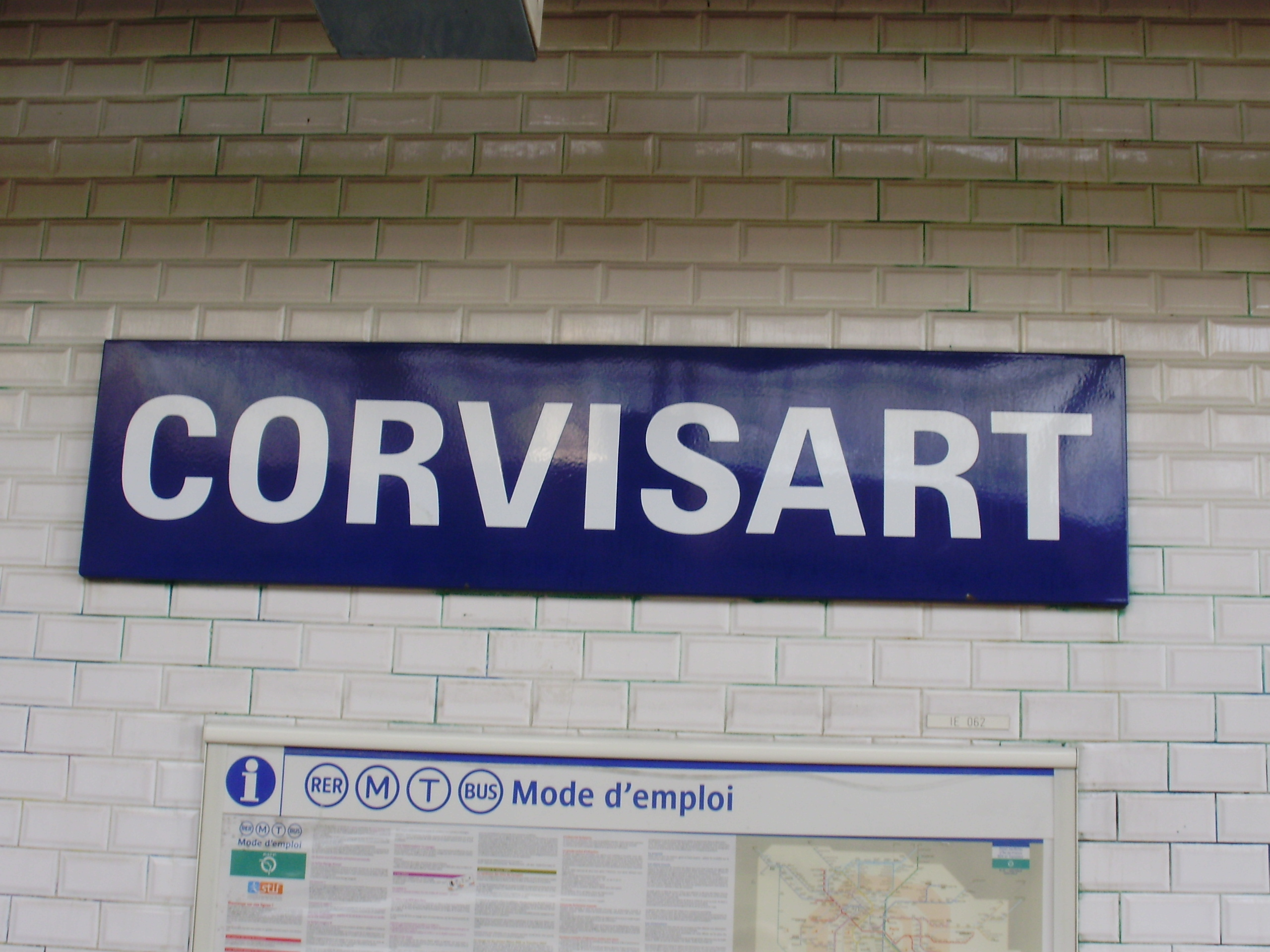
Plaque portant le nom de la station.
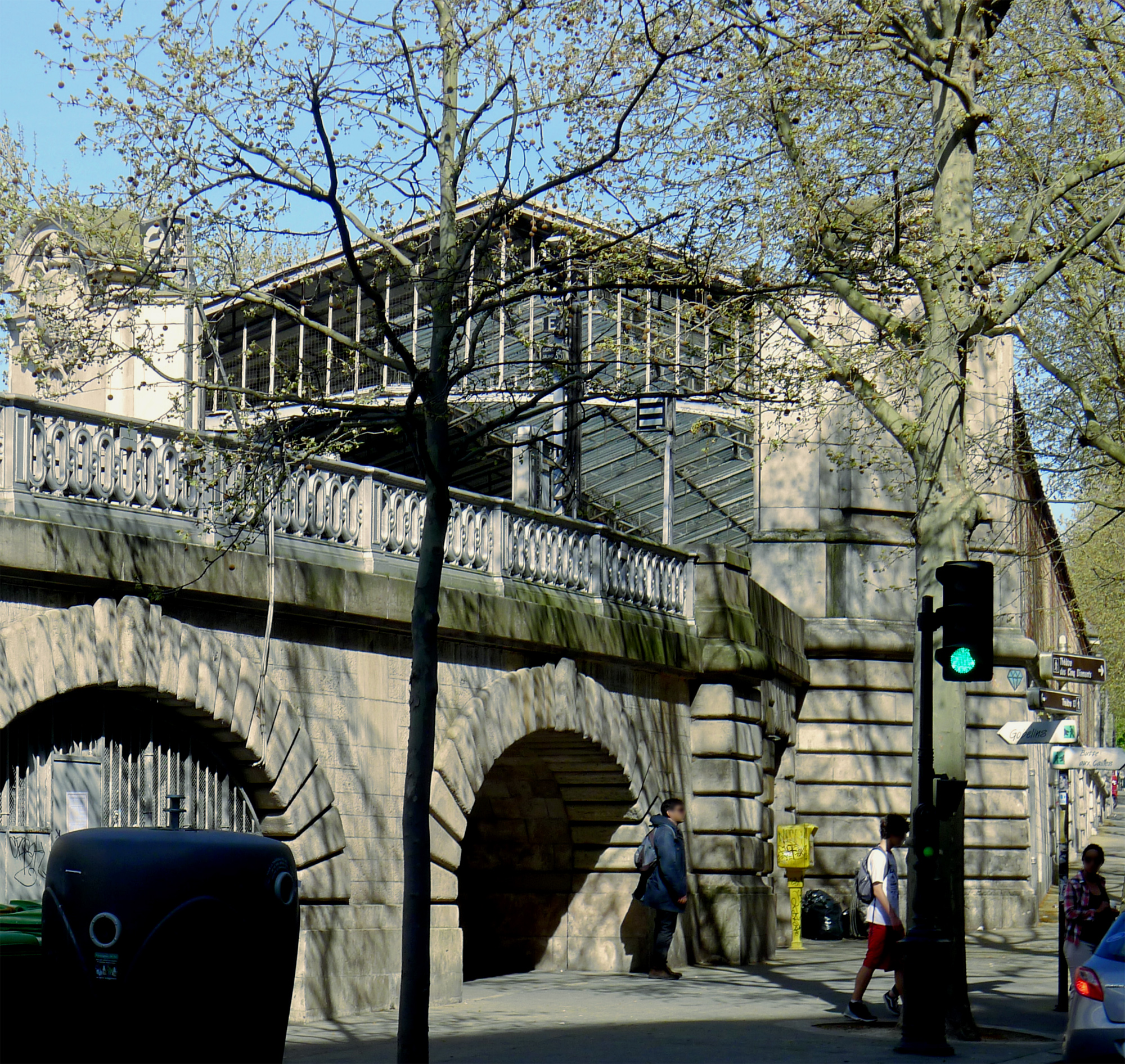
Station Corvisart vue du boulevard Auguste-Blanqui.
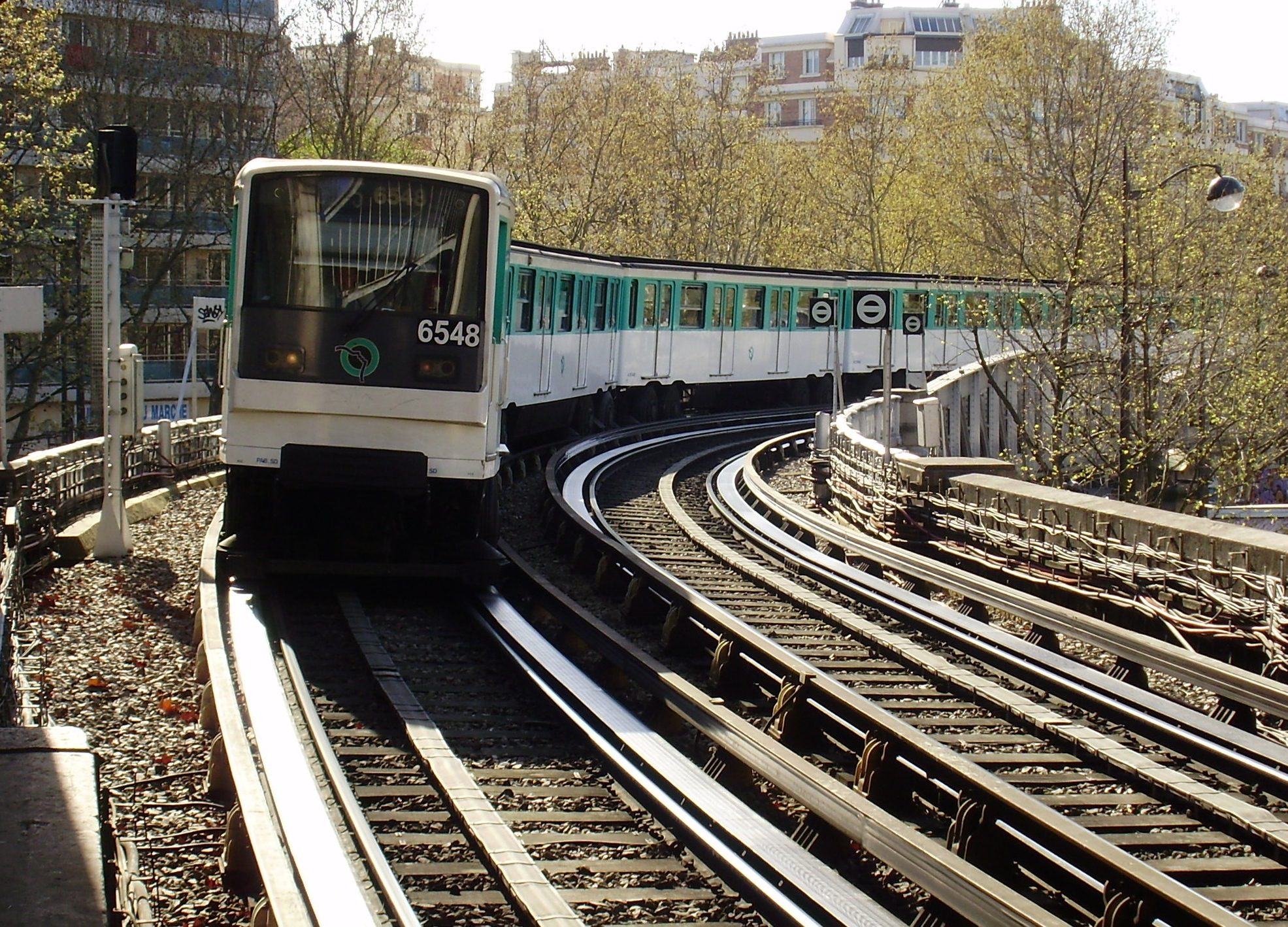
Rame MP 73 entrant en station et se dirigeant vers Nation.

## Dans la chanson
- En 1978, Françoise Hardy et Jacques Dutronc interprètent le titre Brouillard dans la rue Corvisart, sur des paroles de Michel Jonasz et une musique de Gabriel Yared.